# Kościół św. Pawła Apostoła w Bochni
Kościół Świętego Pawła Apostoła – rzymskokatolicki kościół parafialny, położony przy ulicy Stanisława Wyspiańskiego 25A w Bochni, należący do parafii św. Pawła Apostoła w dekanacie Bochnia Zachód, diecezji tarnowskiej.

## Historia parafii
Kościół został zbudowany w latach 1981-1985 na zboczu wzgórza kolanowskiego w Bochni. 24 kwietnia 1981 roku biskup Jerzy Ablewicz poświęcił miejsce pod budowę nowej świątyni. 29 czerwca 1982 roku został wmurowany kamień węgielny, którego w Watykanie poświęcił papież Jan Paweł II. Pierwsza msza święta odbyła się 9 czerwca 1984 roku, a rok później, 9 czerwca 1985 roku biskup Jerzy Ablewicz pobłogosławił nowy kościół. Konsekracji dokonał 26 września 2004 biskup tarnowski Wiktor Skworc.

## Architektura i wnętrze kościoła
Kościół został zaprojektowany przez architekta krakowskiego Zbigniewa Zjawina, natomiast wnętrze urządzone zostało według projektu prof. Józefa Sękowskiego i prof. Czesława Dźwigaja z Akademii Sztuk Pięknych w Krakowie. Witraże oraz malowidła w kaplicy Matki Bożej Fatimskiej wykonał Józef Furdyna. Twórcą drogi krzyżowej i poliptyku o św. Pawle jest Lucjan Orzech. Ikonografię chrzcielnicy opracował ks. Władysław Szczebak, a wykonał Marek Benewiat. W kościele znajduje się obraz Jezusa Miłosiernego namalowany przez Janusza Antosza. Rzeźby w kaplicy Miłosierdzia Bożego wykonał Kazimierz Klimkiewicz.
Całość kościoła tworzy obiekt nowoczesny architektonicznie, nad którym góruje 48-metrowa wieża z 3-metrowej wysokości żelbetonowym krzyżem. W wieży zostały zamontowane 3 dzwony oraz dwutarczowy zegar z kurantami.Wewnątrz to budynek dwupoziomowy. Górna część przeznaczona jest do celów sakralnych. Od strony zachodniej posiada zakrystię oraz pokoje domu zakonnego. Główna nawa ma wysokość 25 metrów i wsparta jest na dwunastu kolumnach. Wnętrze kościoła uzupełniają dwie nawy boczne oraz chór organowy. W dolnej części znajdują się sale o przeznaczeniu konferencyjnym, katechetycznym i wychowawczo-edukacyjnym (w największej z nich również odbywają się nabożeństwa).
29 czerwca 2011 roku w kościele została poświęcona dwumetrowa dębowa figura błogosławionego Jana Pawła II wykonana przez Jacka Osadczuka. Poświęcenia dokonał tarnowski biskup pomocniczy Andrzej Jeż. Została ona umieszczona na kamiennym cokole tuż przed prezbiterium.